# Pycnoplinthopsis bhutanica
Pycnoplinthopsis bhutanica är en korsblommig växtart som beskrevs av Saiyad Masudal Saiyid Masudul Hasan Jafri. Pycnoplinthopsis bhutanica ingår i släktet Pycnoplinthopsis och familjen korsblommiga växter. Inga underarter finns listade i Catalogue of Life.